# Cherubino Bonsignori
Cherubino Bonsignori (Verona, XV secolo – Mantova, XVI secolo) è stato un pittore italiano, fratello di Francesco Bonsignori, di Bernardino Bonsignori e di Girolamo Bonsignori pittore veronese più conosciuto.
Cherubino Monsignori artista miniaturista, figlio del pittore Alberto Bonsignori (o Alberto Monsignori), apparteneva all'ordine dei Francescani.